# 西岡正織
西岡 正織（にしおか まさお、1998年3月26日-）は、日本の囲碁棋士。日本棋院中部総本部所属。和歌山県和歌山市出身。

## 来歴
2003年（5歳時）、アニメ「ヒカルの碁」を見て囲碁に興味を抱き、囲碁を始める。
2008年（小学校5年生時）、大淵盛人九段のもと、神奈川県にて住み込みで囲碁を学ぶ。同年4月に、日本棋院本院の院生となる。
2009年、和歌山に戻り、日本棋院関西総本部に移籍する。
2016年、和歌山工業高等学校から立命館大学に入学し、立命館大学囲碁研究部に入部する。同年10，11月の日本棋院中部総本部棋士採用試験で1位となり、プロ入りが決まる。和歌山県出身者の囲碁棋士内定は、1942年の伊藤弘以来、75年ぶりとなった。
2017年、入段。
2022年1月6日、2021年における7大棋戦での賞金ランキング上位になったことから、三段に昇段した。